# Italia en la Copa Mundial de Fútbol de 1962
La Selección de fútbol de Italia fue una de las 16 participantes de la Copa Mundial de Fútbol de 1962, que se realizó en Chile.
Italia clasificó directamente al Mundial de Chile, luego de derrotar a su similar de Israel, en el grupo 7 de la clasificatoria europea.

## Clasificación
El seleccionado italiano al finalizar las clasificatorias europeas, derrotó a su similar de Israel, en el grupo 7 de la clasificatoria europea y consiguió la clasificación directamente a la Copa Mundial de Fútbol de 1962.

### Grupo 7
| Equipo 1 | Agr. | Equipo 2 | Ida | Vuelta |
| -------- | ---- | -------- | --- | ------ |
| Israel   | 2–10 | Italia   | 2-4 | 0-6    |

## Jugadores
Estos son los 22 jugadores convocados para el torneo:

## Participación

### Grupo 2
| Equipo           | Pts | PJ | PG | PE | PP | GF | GC | Dif |
| ---------------- | --- | -- | -- | -- | -- | -- | -- | --- |
| Alemania Federal | 5   | 3  | 2  | 1  | 0  | 4  | 1  | 3   |
| Chile            | 4   | 3  | 2  | 0  | 1  | 5  | 3  | 2   |
| Italia           | 3   | 3  | 1  | 1  | 1  | 3  | 2  | 1   |
| Suiza            | 0   | 3  | 0  | 0  | 3  | 2  | 8  | -6  |

| 31 de mayo de 1962, 15:00 | Alemania Federal | 0:0     | Italia | Nacional, Santiago                                                    |                                                                       |
|                           |                  | Reporte |        | Asistencia: 65.440 espectadores Árbitro(s): Robert Davidson (Escocia) | Asistencia: 65.440 espectadores Árbitro(s): Robert Davidson (Escocia) |

| 2 de junio de 1962, 15:00                  | Chile                  | 2:0 (0:0) | Italia | Nacional, Santiago                                                    |                                                                       |
|                                            | Ramírez 73' · Toro 87' | Reporte   |        | Asistencia: 66.057 espectadores Árbitro(s): Robert Davidson (Escocia) | Asistencia: 66.057 espectadores Árbitro(s): Robert Davidson (Escocia) |
| Ver Batalla de Santiago para más detalles. |                        |           |        |                                                                       |                                                                       |

| 7 de junio de 1962, 15:00 | Italia                        | 3:0 (1:0) | Suiza | Nacional, Santiago                                                              |                                                                                 |
|                           | Mora 2' · Bulgarelli 65', 67' | Reporte   |       | Asistencia: 59.828 espectadores Árbitro(s): Nickolaj Latychev (Unión Soviética) | Asistencia: 59.828 espectadores Árbitro(s): Nickolaj Latychev (Unión Soviética) |